# Dòng Chiến sĩ Toàn quyền Malta
Dòng Chiến sĩ Toàn quyền Malta (tên đầy đủ là Dòng Chiến sĩ Toàn quyền Cứu tế Thánh Gioan của Jerusalem, Rhodes và Malta, tiếng Ý: Sovrano Militare Ordine Ospedaliero di San Giovanni di Gerusalemme di Rodi e di Malta, cũng được gọi tắt là Dòng Hiệp sĩ Malta) là một dòng tu Công giáo Rôma được tổ chức như một lực lượng quân sự. Họ là các hiệp sĩ châu Âu lâu đời nhất trên thế giới và được đánh giá là lực lượng hào hiệp và thượng võ.
Dòng Hiệp sĩ Malta đương đại là kế thừa của Dòng Thánh Gioan Jerusalem từ thời trung cổ, (còn gọi là Hiệp sĩ Cứu tế - Fraternitas Hospitalaria) khởi đầu là bệnh viện được thành lập ở Jerusalem vào năm 1080 nhằm chăm sóc những người hành hương nghèo và bệnh tật đến Đất Thánh. Sau khi chinh phục được Jerusalem hồi năm 1099 trong cuộc Thập tự chinh thứ nhất, họ đã trở thành một dòng tu quân sự có điều lệ riêng với nhiệm vụ chăm sóc và bảo vệ Đất Thánh. Kể từ sau khi các vùng lãnh thổ ở Đất Thánh rơi vào tay người Hồi giáo thì dòng này rút quân về hoạt động ở đảo Rhodes (1310-1523), và sau đó là đảo Malta (1530-1798) để tuyên bố chủ quyền. Năm 1798, Napoléon Bonaparte chiếm được Malta thì dòng này rút về Roma nhưng vẫn duy trì tính độc lập chủ quyền đối với mọi nhà nước thế tục.
Hiện tại, trụ sở của dòng đặt tại Roma và được coi là một thực thể có chủ quyền theo luật pháp quốc tế. Dù không thực sự có một vùng lãnh thổ xác định nhưng họ được cấp tư cách quan sát viên thường trực tại Liên Hợp Quốc. được phát hành tem bưu chính, có hộ chiếu đi quốc tế, có quốc kỳ và quốc huy như một nhà nước. Dòng Hiệp sĩ Malta chọn Đức Mẹ Maria, với danh hiệu "Đức Mẹ Núi Philermos" làm thánh quan thầy và cầu bầu của mình.
Dòng hiện có khoảng 13.000 thành viên, 80.000 tình nguyện viên thường trực và 20.000 nhân viên y tế (bao gồm bác sĩ, y tá, trợ tá) hiện diện tại hơn 120 quốc gia Mục đích hoạt động của họ là giúp đỡ trẻ em, người già, người khuyết tật, người vô gia cư, người bị bệnh hiểm nghèo và bệnh phong ở tất cả các nơi trên thế giới, không phân biệt chủng tộc hay tôn giáo. Ở một số quốc gia như Pháp, Đức và Ireland, dòng là tổ chức đào tạo quan trọng về sơ cứu và cấp cứu y tế. Thông qua tổ chức thành viên là Malteser International, Dòng Hiệp sĩ Malta cũng tham gia cứu trợ các nạn nhân của thiên tai, dịch bệnh và các cuộc xung đột vũ trang.

## Lịch sử
Khởi sự từ năm 1048 từ các nhà buôn từ quốc gia cổ Amlfi được chính quyền tại Ai Cập cho phép xây nhà thờ, tu viện và bệnh viện tại Jerusalem, với mục đích chăm lo cho khách hành hương đến từ mọi chủng tộc không phân biệt tôn giáo. Dòng Thánh Gioan tại Giêrusalem trở thành một cộng đoàn đan tu điều hành và mở các bệnh viện cho khách hành hương tại Đất Thánh, trở thành độc lập và dưới sự điều khiển của vị sáng lập là Chân Phước Gérard. Giáo hoàng Pascalê II chuẩn y trong một sắc Lệnh ký ngày 15 tháng 11 năm 1113. Lúc đó tất cả các thành viên là tu sĩ với ba lời khấn: vâng lời, khiết tịnh và khó nghèo. Về sau vì để bảo vệ cho khách hành hương, dòng đã biến thành lực lượng bảo vệ và tham chiến trong những cuộc Thập Tự Chinh, từ đó biến thành Đoàn Hiệp Sĩ. Các hiệp sĩ dòng này đã đeo một biểu tưởng là cây Thánh Giá tám cạnh tượng trưng cho tám mối phúc thật và huy hiệu ấy vẫn còn sử dụng cho đến ngày nay.

### Rhodes
Năm 1291, khi lực lượng trấn thủ Thánh Địa cuối cùng của dòng bị quân Hồi giáo đánh bại, họ đã quyết định rút quân về đảo Síp vào năm sau đó rồi đi chuyển đến với vị thủ lĩnh Fra Fouques de Villare tại đảo Rhodes. Tại đây, các hiệp sĩ đã tổ chức thành lực lượng hải quân và xây dựng một thành trì kiên cố bên bờ biển phía đông Địa Trung Hải để bảo vệ Kitô hữu trước các cuộc tấn công của các tàu chiến từ biển vào. Lực lượng này không chịu sự chỉ huy của bất kỳ quốc gia nào trong vùng, họ chỉ phục tùng lệnh của Giáo hoàng. Họ đã đánh nhiều trận ác liệt và nổi danh nhất trong thời kỳ bắt bớ và tử đạo, ví dụ như Thập tự chinh tại Syria và tại Ai Cập.
Đến đầu thế kỷ 14, tất cả các hiệp sĩ của dòng từ khắp châu Âu đã quy tụ về Rhodes để lập thành nhóm theo ngôn ngữ của họ. Ban đầu chỉ có bảy nhóm ngôn ngữ là Provence, Aubengne, Pháp, Ý, Aragon, Anh (gồm cả Scotland và Ireland), Đức. Đến năm 1492, nhóm Aragon chia làm hai nhóm là Castille và Bồ Đào Nha. Mỗi nhóm đều có vị thủ lĩnh riêng nhưng tất cả đều dưới quyền thủ lĩnh của Đại thống lĩnh tước hiệu là Thái tử thành Rhodes. Họ được Giáo hoàng cấp quy chế tổ chức quân lực, được đúc tiền và ngoại giao với các quốc gia khác. 

### Malta
Năm 1523, đoàn hiệp sĩ thất thủ trước lực lượng Sultan sau sáu tháng giao chiến ác liệt và phải rời đảo Rhodes. Họ bị phân tán vì không có đất dụng võ, mãi cho tới năm 1530, khi Đại thống lĩnh Fra Philippe de Villiers de I'Isle Adam chiếm được đảo Malta thì họ mới được quy tụ lại. Cuộc Cải cách Kháng Cách xảy ra làm phân rẽ thành Giáo hội Công giáo và Tin Lành khiến cho dòng bị giải thể tại những quốc gia ủng hộ cải cách như Anh, Scotland. Còn tại Hà Lan, Đức và Thụy Điển, dòng phải biến đổi thành chi dòng trung lập trong bất kỳ cuộc chiến tranh nào giữa các quốc gia Kitô giáo.
Năm 1565, Đại thống lĩnh Fra 'Jean de la Vallette (thủ đô của Valletta của Malta ngày nay được đặt theo tên ông) chỉ huy các hiệp sĩ bảo vệ hòn đảo này trước cuộc vây hãm của quân Ottoman trong suốt hơn ba tháng. Trong trận Lepanto năm 1571, đoàn hiệp sĩ Malta đã góp quân vào liên minh hùng mạnh nhất ở Địa Trung Hải dưới sự chỉ huy của Don Juan nước Áo để đánh bại hoàn toàn lực lượng hải quân Ottoman.

### Lưu vong
Sau hai thế kỷ thành lập, vào năm 1798, Napoleon Bonaparte chiếm được hòn đảo Malta trong chiến lược tiến tới Ai Cập. Mặc dù Hiệp ước Amiens 1802 có điều khoản cho Anh sơ tán Malta để khôi phục dòng Hiệp sĩ Malta, chủ quyền đảo này thuộc về các cường quốc châu Âu nhưng Bonaparte không thực hiện. Anh tuyên chiến với Pháp vào ngày 18 tháng 5. Vì luật của các hiệp sĩ là không được dùng vũ khí để sát hại Kitô hữu nên họ buộc phải rời Malta.

### Roma
Sau khi tạm thời rút về Messina, Catania và Ferra, năm 1834, đoàn Hiệp sĩ về đóng quân vĩnh viễn tại Roma trên đồi Aventine. Kể từ đó, tổ chức này gần như không còn có các hoạt động quân sự mà chuyên tâm hoạt động bác ái, từ thiện. Đoàn đã hoạt động mạnh mẽ hơn trong Thế chiến thứ I và II dưới quyền thủ lĩnh của Fra Ludovico Chigi Alban delă Rovere và dưới thời của Fra Angelo de Mojana di Cologna (1962-1988)

## Vị thế trên quốc tế

Quan hệ của Dòng Chiến sĩ Malta
quan hệ ngoại giao
kiểu quan hệ khác

Bởi lịch sử độc đáo và tình trạng khá đặc biệt, vị thế của Dòng Hiệp sĩ Malta đang là chủ đề tranh luận trên trường quốc tế. Họ tự nhận là một "đối tượng có chủ quyền theo luật pháp quốc tế". Không giống như Tòa Thánh có chủ quyền đối với thành Vatican để phân biệt lãnh thổ của họ với Ý, Dòng Hiệp sĩ Malta đã không còn lãnh thổ nào kể từ khi họ mất đảo Malta hồi năm 1798, ngoại trừ hai cơ sở vật chất hiện nay là: trụ sở chính tại Roma là Palazzo Malta (nơi cư trú của Đại thống lĩnh) cùng Villa del Priorato di Malta trên đồi Aventine (cơ quan chính phủ); và Lâu đài Saint Angelo trên đảo Malta. Những nơi này có tòa đại sứ quán của Tòa Thánh và nước Ý được cấp đặc quyền ngoại giao. Liên Hợp Quốc không coi Dòng Hiệp sĩ Malta như là một "nhà nước phi thành viên" hoặc "tổ chức liên chính phủ" nhưng coi họ là một trong kiểu đơn vị khác được nhận tư cách làm quan sát viên. Tuy nhiên, Liên minh Viễn thông Quốc tế đã không cấp cho họ mã nhận dạng vô tuyến và đuôi tên miền riêng.
Hiện nay, Dòng Hiệp sĩ Malta có quan hệ ngoại giao với 104 quốc gia và quan hệ chính thức với sáu quốc gia và Liên minh châu Âu. Ngoài ra, họ còn có quan hệ với Ủy ban Hội Chữ thập đỏ Quốc tế và một số tổ chức quốc tế khác. Vị thế quốc tế này đã mang lại cho họ sự thuận lợi trong việc thực hiện các hoạt động nhân đạo. Chủ quyền của họ cũng được thể hiện trong việc họ phát hành hộ chiếu, biển số xe, tem bưu chính, và tiền xu riêng.

## Thành viên
- Cấp 1: gồm các Hiệp sĩ Công lý là các tu sĩ với 3 lời khấn: Vâng lời, Khiết tịnh và Khó nghèo. Các tu sĩ này không buộc phải sống trong Cộng đoàn của dòng.
- Cấp 2: gồm những người nam nữ khấn hứa vâng lời và cam kết sống theo nguyên tắc của người Kitô hữu và sống theo những nguyên tắc được linh hứng bởi dòng. Cấp này chia làm 3 hạng:
  - Hiệp sĩ Danh Dự tận hiến sống vâng lời
  - Hiệp sĩ Ân Sủng tận hiến sống vâng lời
  - Hiệp sĩ Ấn Giáo Huấn tận hiến sống vâng lời
- Cấp 3: gồm những giáo dân không buộc phải khấn những lời khấn tu trì hay tuân giữ những lời hứa, nhưng buộc phải sống theo nguyên tắc giảng dạy của Giáo hội Công giáo và của dòng, một lần nữa cấp này lại chia làm sáu loại: Hiệp Sĩ Danh Dự và Tận Hiến, Các Tuyên Úy, Hiệp Sĩ Ân Sủng và Tận Hiến, Tuyên úy Giảng Dạy, Hiệp Sĩ Ân Giáo Huấn, Những người nam nữ sống Tận Hiến.

## Vụ căng thẳng 2016
Ngày 22 tháng 12 năm 2016, Giáo hoàng Phanxicô đã thiết lập một ủy ban đặc biệt để điều tra những bất hòa trong Dòng Malta sau khi vị Hiệp sĩ Tối cao ra quyết định sa thải Chưởng ấn đương nhiệm là Albrecht von Boeselager. Ông này bị cách chức vì liên quan đến một chương trình phân phối bao cao su mà Giáo hội vốn có quan điểm không khuyến khích sử dụng nhằm mục đích tránh thai. Tuy nhiên sau đó, Dòng Malta thông cáo nói rằng việc lật đổ Albrecht von Boeselager là một "hành động hành chính nội bộ thuộc chủ quyền nhà nước của Dòng Hiệp Sĩ Malta và do đó hoàn toàn thuộc phạm vi thẩm quyền của Dòng" và rằng dù bày tỏ lòng trung thành với giáo hoàng nhưng phía Dòng Malta vẫn bác bỏ khả năng Vatican can thiệp vào "chủ quyền nhà nước" của Dòng này.